# I Don't Want to Spoil the Party
«I Don't Want to Spoil the Party» –en español: «No quiero arruinar la fiesta»– es una canción del grupo británico The Beatles, escrita por John Lennon, pero acreditada a Lennon-McCartney. Se incluyó en el álbum Beatles for Sale en el Reino Unido en 1964 y en el álbum Beatles VI en los Estados Unidos en 1965. Fue la cara B del sencillo estadounidense "Eight Days a Week", que llegó al n.º 1. Dicha cara B llegó al n.º 39. 

## Letra
Las letra habla sobre temas conocidos de Lennon, como la alienación y el dolor interno. En esta canción, él está en una fiesta, esperando que aparezca su novia. Cuando se hace evidente que ella se ha mantenido lejos de él, decide marcharse en vez de estropear la fiesta a los demás. Tanto la letra como la melodía comparten un aire melancólico junto con las canciones anteriores de Beatles for Sale, tales como "No Reply" y "I'm a Loser".

## Grabación
The Beatles grabaron la canción el 29 de septiembre de 1964 en 19 tomas; la última de todas fue la que usaron para el álbum. 
Es una de las pocas canciones en The Beatles donde Paul McCartney hace la voz baja, mientras que Lennon hace la alta; sin embargo, en el estribillo vuelven a intercambiar, haciendo la baja Lennon y la alta McCartney, dándole a la canción una particular importancia. Otros ejemplos de cuando Lennon hace la armonía alta y McCartney la baja es en Hey Bulldog y Come Together.

## Personal
- John Lennon - voz y guitarra acústica (Gibson J-160e).
- Paul McCartney - bajo (Höfner 500/1) y armonía vocal.
- George Harrison - guitarra (Gretsch Tennessean) y respaldo vocal.
- Ringo Starr - batería (Ludwig Super Classic) y pandereta.

Personal por The Beatles Bible